# Joseph Beaujannot
Joseph Beaujannot, né le 27 janvier 1898 à Scorbé-Clairvaux (Vienne) et mort le 6 octobre 1981 à Blois (Loir-et-Cher), est un homme politique français.

## Détail des fonctions et des mandats
Mandat parlementaire
- 26 avril 1959 - 26 septembre 1965 : Sénateur de Loir-et-Cher